# Saboteur (jeu vidéo)
Pour les articles homonymes, voir Saboteur.
Ne pas confondre avec les jeux vidéo Saboteur II: Avenging Angel (en) (ou Saboteur 2) sorti en 1987, Saboteur projet qui devait sortir en 1999 et The Saboteur sorti en 2009.
Saboteur! est un jeu d'infiltration d'action-aventure créé par Clive Townsend et publié par Durell Software en 1985 pour plusieurs modèles d'ordinateurs personnels 8-bit.

## Système de jeu
Le joueur est placé dans le rôle d'un ninja anonyme, chargé d'entrer dans un entrepôt pour voler une disquette sur laquelle sont inscrits les noms de chefs rebelles. Il doit se frayer un chemin à travers un complexe de pièces (composé de l'entrepôt, de tunnels souterrains sombres et d'un centre de commandement secret) afin de trouver le disque et s'enfuir. Le joueur possède une barre d'énergie qui diminue lorsqu'il tombe trop loin, s'accroupit sous l'eau ou est attaqué. Si la barre d'énergie est complètement épuisée ou si le temps de jeu est écoulé, la partie prend fin sur un échec du joueur. Enfin, cette barre peut être reconstituée en restant immobile ou en se reposant dans un endroit sûr.
En termes de mouvement, le saboteur peut s'accroupir, grimper sur les échelles, courir et attaquer des ennemis en les frappant et en leur donnant des coups de pied. Il commence avec un seul shuriken comme arme et peut également utiliser des armes improvisées (telles que des briques et des morceaux de tuyau) trouvées dans des tas d'ordures et des boîtes autour de l'entrepôt. Par ailleurs, l'entrepôt contient de nombreux systèmes de sécurité que le joueur doit neutraliser ou éviter. Il s'agit notamment de gardes (qui peuvent se servir de close combat et des canons) lesquels restent immobiles mais poursuivront et attaqueront le joueur s'ils le voient ou s'il fait trop de bruit. Les gardiens sont assistés par des chiens de garde et des pistolets automatiques.
Saboteur! a également un niveau de difficulté qui peut être choisi avant le début d'une partie. Il y en a plusieurs et ils déterminent combien de gardes sont en surveillance, en combien de temps le saboteur doit se consacrer à sa mission ou l'accomplir, et en combien de temps le chemin vers le disque et l'hélicoptère est possible (c'est-à-dire combien de portes de sécurité sur le chemin sont verrouillées et doivent être ouvertes d'une certaine façon).

## Développement
Saboteur! est basé sur les routines et les idées de Death Pit de Clive Townsend, un jeu qui fut annulé avant le début du développement de Saboteur. Le prototype de Death Pit a été récupéré et rendu disponible sur World of Spectrum.

## Accueil
Crash remarque le son et la gamme de mouvements disponibles, et conclut qu'il s'agit de « l'une des meilleurs sorties sur Spectrum cette année[-là] ». Computer and Video Games le qualifie de « gagnant ». Le jeu est également classé dans le le Top 100 officiel de tous les temps de Your Sinclair dans leur numéro 55.
D'après Tilt, le jeu sur Spectrum a une animation très bien réalisée et un décor correct et lui donne les notes suivantes : 4 pour l'intérêt, 5 pour les graphismes et 3 pour les bruitages.

## Postérité
La notoriété de Saboteur permet la création d'une suite intitulée Saboteur II: Avenging Angel (en) en 1987.
Plusieurs développeurs travailleront sur un troisième opus (nommés tels que Saboteur 3, Sabot3ur et Saboteur 3D), dont aucun ne fut jamais publié tandis que des jeux Saboteur non officiels sont créés par des fans,.
Le remake officiel de Saboteur! est lancé par Clive Townsend en décembre 2015, et contient une carte étendue, une nouvelle intrigue et un gameplay différent. Le jeu peut être joué en ligne, et contient aussi le gameplay et les graphismes originaux du Spectrum et du C64.
En 2017, Clive Townsend en association avec realtech VR, sort une version améliorée de Saboteur sur PC, iOS et Android,.
Début novembre 2018, Clive Townsend annonce la parution du jeu sur Nintendo Switch, dans une version augmentée de nouveaux niveaux, avec des ennemis et des musiques inédits, et des succès.